# Бадмаанямбуугийн Бат-Эрдэнэ
Бадмаанямбуугийн Бат-Эрдэнэ (монг. Бадмаанямбуугийн Бат-Эрдэнэ; род. 7 июня 1964, Хэнтий) — монгольский государственный и политический деятель. Министр обороны Монголии (2016—2017).

## Биография
Он родился 7 июня 1964 года в городе Омнедельгер сум Хентийского аймака, Монголия. Он окончил среднюю школу в 1982 году. В 1990 году окончил Военный институт Монгольской народной армии по специальности «юриспруденция». Он женат, имеет 3 дочерей. Он говорит по-русски и по-английски.
Бат-Эрдэнэ является депутатом Великого государственного хурала с 2004 года, был избран три раза от родного аймака от имени Монгольской народной партии. Как член парламента, Бат-Эрдэнэ был активистом охраны природы.
Монгольская народная партия выбрала его в качестве своего кандидата на президентских выборах 2013 года, где он занял второе место после действующего президента Цахиагийна Элбэгдоржа.
Бат-Эрдэнэ широко известен как один из успешных и знаменитых монгольских борцов. В 1988—1999 годах он выиграл 11 турниров национального уровня на надоме. Был награждён медалью за свои достижения, в том числе со стороны правительства. Пользуется значительным уважением со стороны монголов.
Создатель Университета «Аварга» («Чемпион») в Улан-Баторе, специализирующегося на подготовке тренеров и спортсменов. В 1999—2004 годах был ректором этого университета. Знаменосец команды Монголии на церемонии открытия летних Олимпийских Игр 2000 года. В 2009—2010 годах был председателем Постоянно-правового комитета Государственного Великого Хурала.

## Карьера
- В 2004—2008 годах — Депутат Великого Государственного Хурала
- В 2008—2012 годах — Депутат Великого Государственного Хурала
- В 2009—2010 годах — Начальник Юридического Постоянного Комитета Великого Государственного Хурала
- В 2012—2016 годах — Депутат Великого Государственного Хурала
- В 2016—2017 годах — Министр обороны Монголии